# Canal de las Montañas
Le canal de las Montañas, en français : canal des Montagnes ou fjord des Montagnes, est une étendue d'eau située à l'ouest de Puerto Natales, dans la province de Última Esperanza au sud du Chili. 

## Géographie
Le canal est situé dans sa majeure partie à l'intérieur de la réserve nationale Alacalufes ; il en forme une bordure au sud. 
Il s'étend sur 66 km du nord au sud et est entouré de part et d'autre par deux massifs montagneux : la cordillère Sarmiento à l'ouest et la cordillère Riesco à l'est.